# Blauwmaskerpapegaaiamadine
De  blauwmaskerpapegaaiamadine of driekleurpapegaaiamadine (Erythrura trichroa) is een gemakkelijk vogeltje uit de familie van de prachtvinken (Estrildidae), oorspronkelijk afkomstig uit Indonesië, Nieuw-Guinea en Noord-Australië.

## Kenmerken
De blauwmaskerpapegaaiamadine heeft een blauw voorhoofd en dito wangen. Zijn buik is bruingroen en de romp is dof roodbruin. De staart is roodbruin en de rest van zijn lichaam is groen. Het vrouwtje is wat matter van kleur. De totale lengte van de blauwmaskerpapegaaiamade is 11-13 centimeter.

## Mutaties
Er is een ook een gele mutatie van de blauwmaskerpapegaaiamadine bekend, deze wordt lutino genoemd. Deze mutatie is geel met een wit masker en rode ogen. Aan de staartveren en aan de stuit zit ook een weinig rood.

## Verzorging
Het zijn warmteminnende vogels, die binnenshuis gehouden, betere kweekresultaten zullen geven dan vogels die in een buitenvolière worden gehouden. Ze zijn vrij druk en beweeglijk, een ruime kooi is daarom noodzakelijk.

## Voeding
Hun basismenu bestaat uit een zaadmengsel voor tropische vogels, aangevuld met wat eivoer en groenvoer zoals muur. Fruit is ook een welkome aanvulling op het menu, evenals klein levend voer.
Vers drinkwater, maagkiezel en grit zijn voor vrijwel alle vogels noodzakelijk, dus ook voor de blauwmaskerpapegaaiamadine.

## Verspreiding en leefgebied
Deze soort telt 11 ondersoorten:
- E. t. sanfordi: Celebes.
- E. t. modesta: de noordelijke Molukken.
- E. t. pinaiae: de zuidelijke Molukken.
- E. t. sigillifer: Nieuw-Guinea en de zuidoostelijke eilanden, Nieuw-Brittannië en Nieuw-Ierland (Bismarck-archipel).
- E. t. macgillivrayi: noordoostelijk Australië.
- E. t. eichhorni: Sint-Matthiasgroep (Bismarck-archipel).
- E. t. pelewensis: Palau.
- E. t. clara: Chuuk en Pohnpei (Carolinen).
- E. t. trichroa: Kosrae (Carolinen).
- E. t. woodfordi: Salomonseilanden.
- E. t. cyanofrons: Vanuatu en de Loyaliteitseilanden.